# San Rafael (región de Valparaíso)
San Rafael es una localidad de la Comuna de San Felipe, dentro de la Provincia de San Felipe de Aconcagua, perteneciente a la Región de Valparaíso, se ubica a 8 km de San Felipe y es orillada por el Río Aconcagua, también es conectada por la Ruta 60, según el Instituto Nacional de Estadistícas (INE 2019) cuenta con 1020 habitantes.